# Запис Рашића храст (Брачин)
Запис Рашића храст (Брачин) се налази на парцели чији је власник Рашић Милован.

## Локација
| Општина             | Ражањ                                                                       |
| Катастарска општина | Брачин                                                                      |
| Потес               | Парлог                                                                      |
| Координате          | 43° 45′ 27″ С; 21° 29′ 52″ И / 43.757399999999997° С; 21.497900000000001° И |
| Надморска висина    | 277m                                                                        |

## Карактеристике
Дендрометријске вредности утврђене на терену и сателитским снимцима:
| Стабло                     | Храст |
| Висина стабла              | m     |
| Обим дебла                 | m     |
| Пречник крошње             | 22m   |
| Пречник дебла              | m     |
| Висина дебла до прве гране | m     |

## База записа
Запис је у оквиру Викимедија пројекта "Запис - Свето дрво" заведен под редним бројем 1045.